# Visto lo visto TV
Visto lo visto TV és un programa d'entreteniment i humor produït per Gordon Seen que tenia lloc els dimecres al Teatre Alexandra de Barcelona i via streaming simultàniament, el primer show a fer-ho en aquest mitjà. Era conduït pel periodista Valentí Sanjuan, principal impulsor del projecte i que també copresenta Etiquetats a TV3 amb Bibiana Ballbè. El programa comptava amb un públic participatiu al teatre i una considerable quantitat d'espectadors veient-lo per Internet, a banda de més de cent mil subscriptors al seu canal de YouTube i gran nombre de seguidors a les xarxes socials, on tenia una forta difusió.
El seu contingut abarca un ampli ventall de camps, com són monòlegs, actuacions musicals en directe, màgia, sortejos, concursos, entrevistes, actuacions en directe de tota classe, i diferents seccions preparades pels col·laboradors que inclouen diverses activitats per tal d'entretenir, a més de la projecció de vídeos realitzats per aquests.

## Història
Visto lo visto TV té el seu inici en el programa que va començar a emetre's a Catalunya Ràdio el març del 2010 sota el nom de Vist i no vist i exclusivament en català en format radiofònic. A partir de març de l'any següent va passar al format televisiu que té actualment, al començament a l'Auditori MACBA (amb una capacitat de 200 persones) els dissabtes i després al Teatre Alexandra (amb una capacitat de 450 persones) els dijous i, més tard, els dimecres. De tant en tant organitza programes especials, com els de futbol o la nit dels Oscars.
D'altra banda, com a plataforma promocional ha participat en diversos esdeveniments, com ara la presentació del disc Life in Stereo de The Pinker Tones a l'Antiga fàbrica d'Estrella Damm, juntament amb ScannerFM.

## Col·laboradors
Els membres de l'equip són coneguts youtubers (Bollicao, Loulogio, Yellow Mellow, Rush Smith, Kion), encara que els col·laboradors habituals provenen d'entorns ben dispars: Ana Morgade i Toni Moog (monologuistes), Antonio Díaz (mag / Mr Snow), Planeta Impro (actuació d'improvisació), Raúl Escolano (revista El Jueves), JPelirrojo (YouTube), Venga Monjas, Álvaro Carmona,...
Cada setmana el programa canvia d'estructura, de col·laboradors i de convidats; la majoria són monologuistes o mags que promocionen els espectacles que fan en aquell moment en els teatres del grup Teatreneu, encara que també hi ha entrevistes a persones properes als mitjans de comunicació, com Àngel Llàcer, Sílvia Abril, Josef Ajram, Santi Millán, Xavi Coral, Jordi Évole, Andreu Buenafuente, Carmen de Mairena, Jair Domínguez o Berto Romero, i actuacions musicals (Manos de Topo, Els Catarres, Mürfila, El Niño de la Hipoteca, Love of Lesbian), entre d'altres.